# Мірзаєв Даврон Бахтиярович
Даврон Бахтиярович Мірзаєв (нар. 8 лютого 1989, смт Кібрай, Ташкентська область, Узбецька РСР) — російський та узбецький футболіст, нападник.

## Життєпис
Серйозно займатися футболом розпочав у 12 років у школі ташкентського «Пахтакора». Перший тренер — Ільнур Євгенович Єремєєв. Через три роки запрошений в дубль, а потім — в юнацьку збірну Узбекистану. У 16 років підписав контракт з «Пахтакором». У 2006 році на турнірі в Казахстані помічений селекціонерами російського «Рубіна», і підписав з клубом контракт. Перед початком сезону 2009 року отримав російське громадянство. В основному складі дебютував у серпні 2008 року в кубковому матчі зі «Зміною» з міста Комсомольськ-на-Амурі. За дублюючу та молодіжну команду «Рубіна» в 2007-2009 роках провів 47 матчів, відзначився 12 голами (ще одним голом відзначився у двох анульованих матчах в 2007 році). У Прем'єр-лізі дебютував в матчі 30-го туру чемпіонату 2009 вийшовши на заміну наприкінці матчу у зустрічі з «Кубанню». Цей там так і залишився єдиним для гравця у РПЛ. Натомість надалі узбек грав за нижчолігові російські клуби «Хімки» та «Нафтохімік».
У березні 2014 року Даврон підписав 1-річний контракт з «Істіклол». У листопаді 2014 року повідомлялося, що Мірзаєв тренується з ташкентським «Пахтакором». 
Влітку 2015 року став гравцем ялтинського «Рубіна», який виступав у чемпіонаті тимчасово окупованого Криму. Після закінчення осінньої частини сезону, покинув клуб. У лютому 2016 року побував на перегляді в білоруській «Білшині», проте команді не підійшов.

## Виступи за збірні
У 2010 році став володарем Кубку чемпіонів Співдружності. Фіналіст юнацького чемпіонату Азії 2008 року. У листопаді 2010 року брав участь на Літніх Азійських іграх, де збірна дійшла до 1/4 фіналу.